# Spiraea splendens
Spiraea splendens är en rosväxtart som beskrevs av Constantin Auguste Napoléon Baumann och Karl Heinrich Koch. Spiraea splendens ingår i släktet spireor, och familjen rosväxter. Utöver nominatformen finns också underarten S. s. rosea.

## Bildgalleri

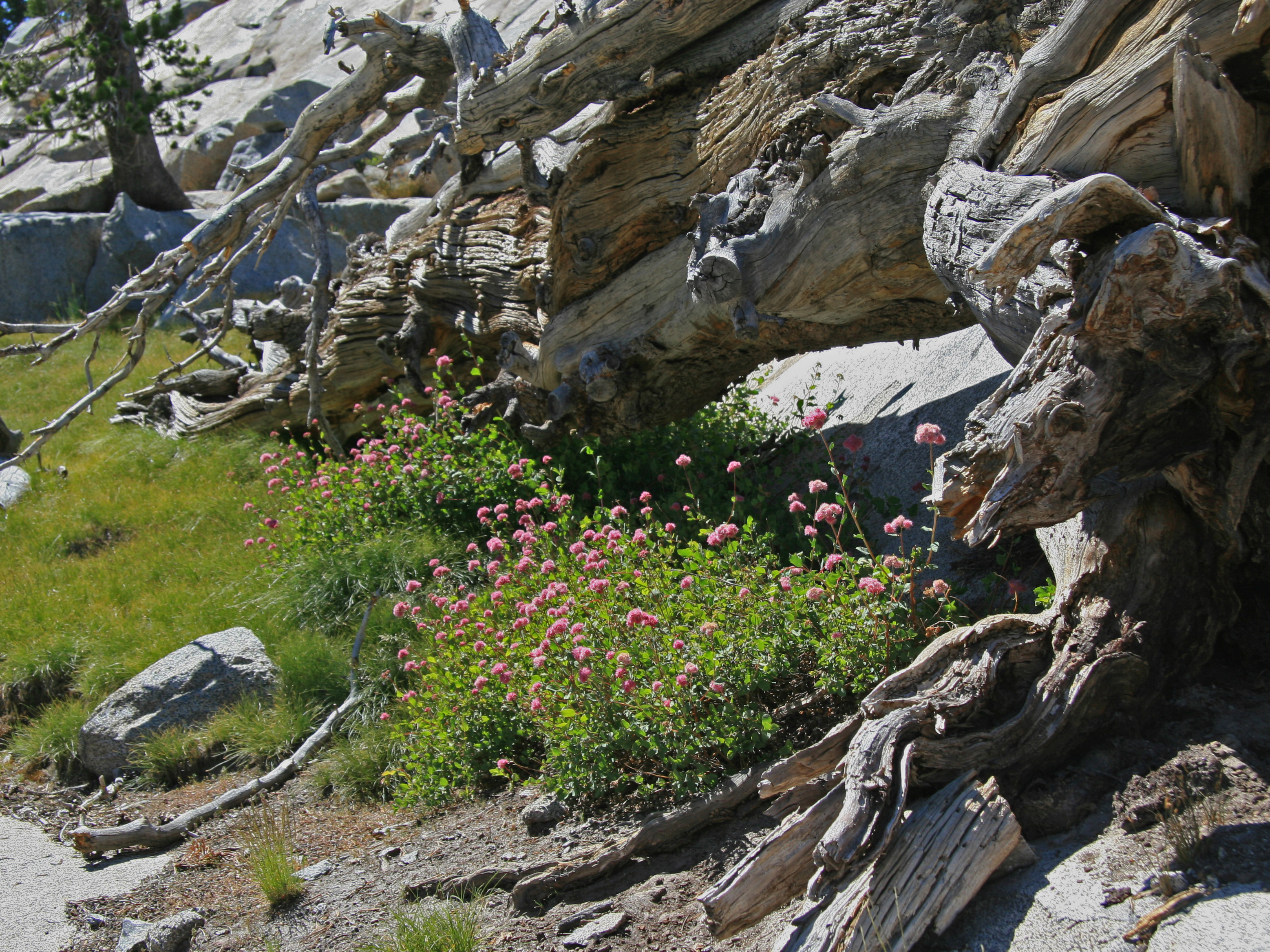
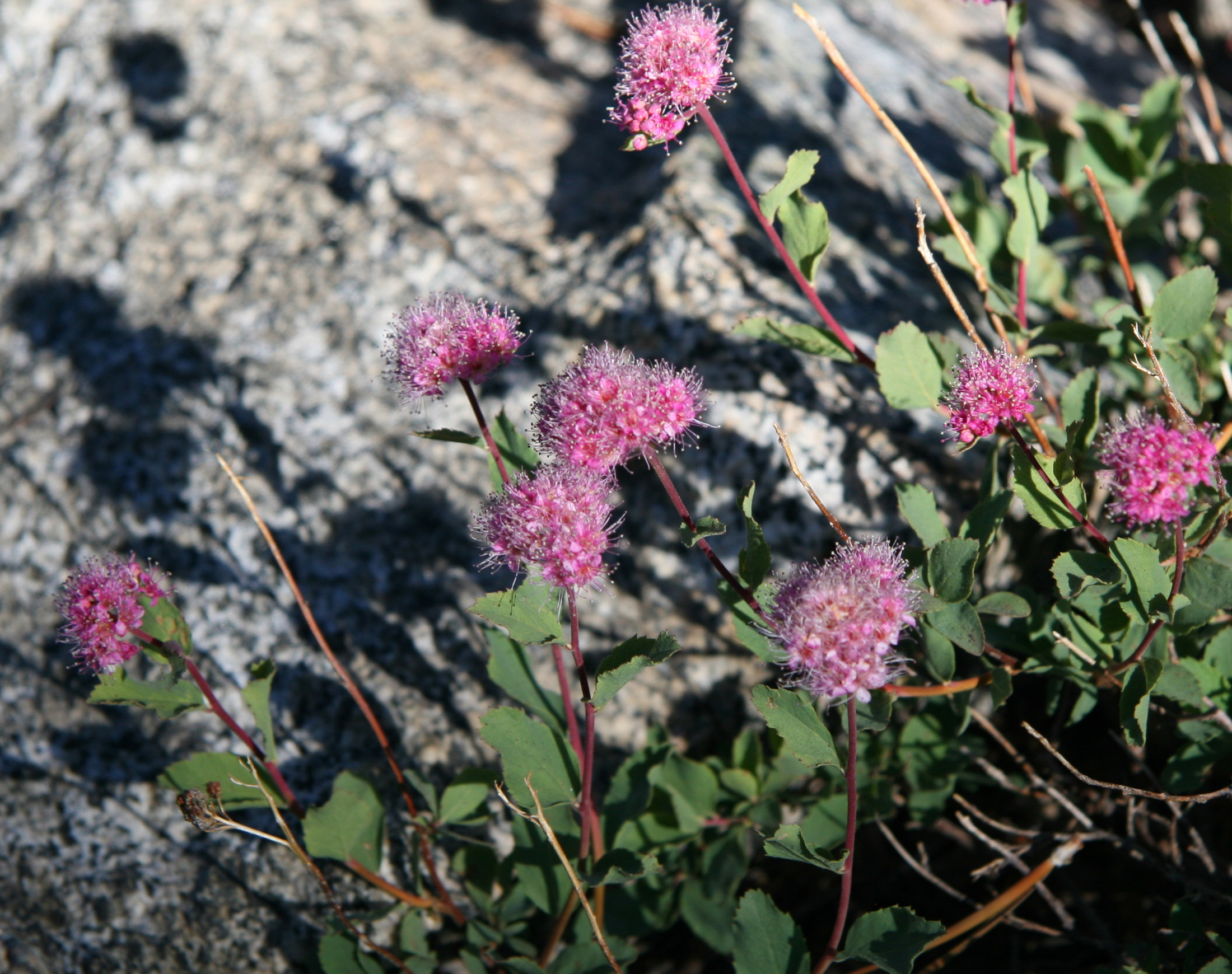
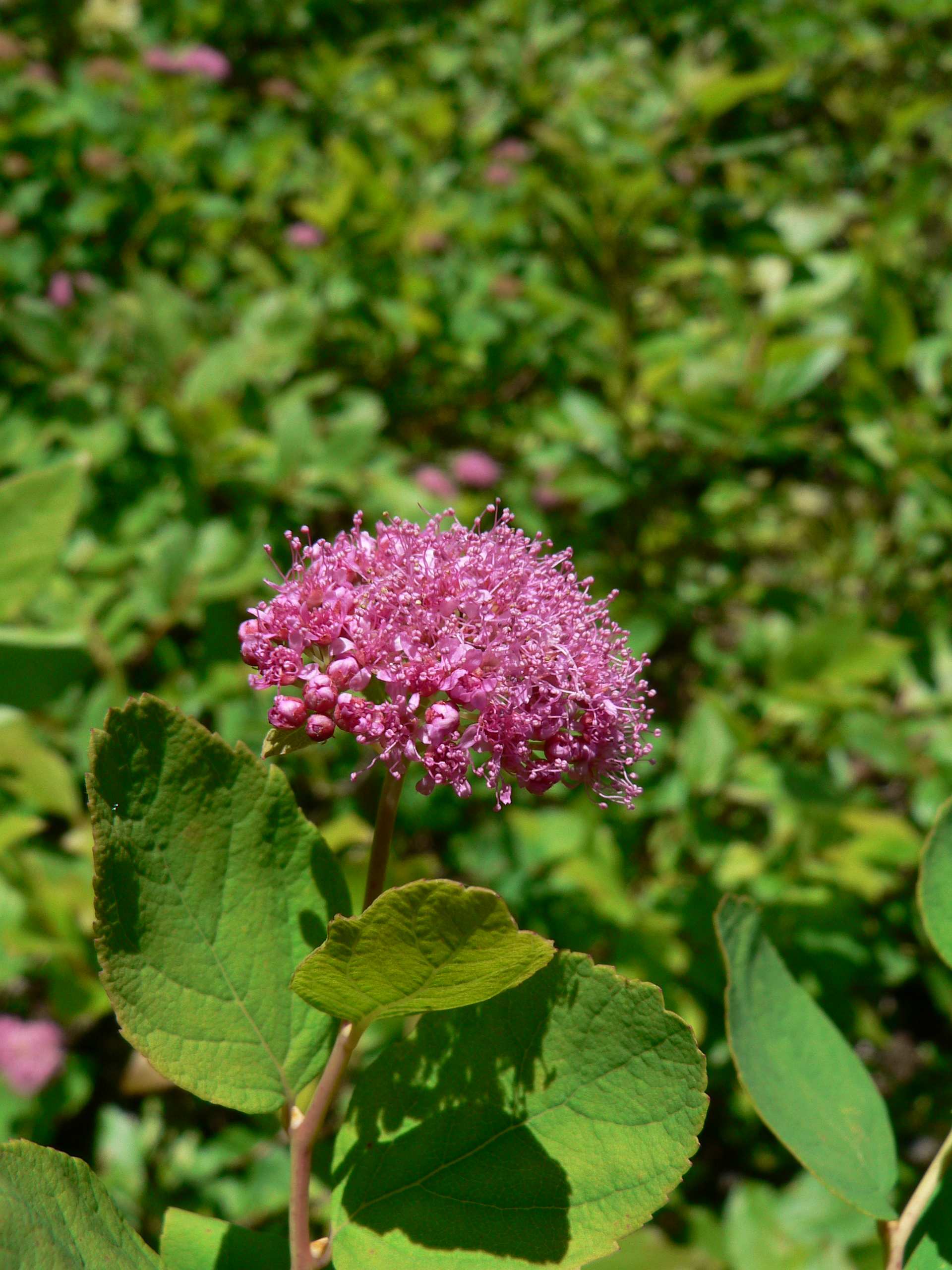
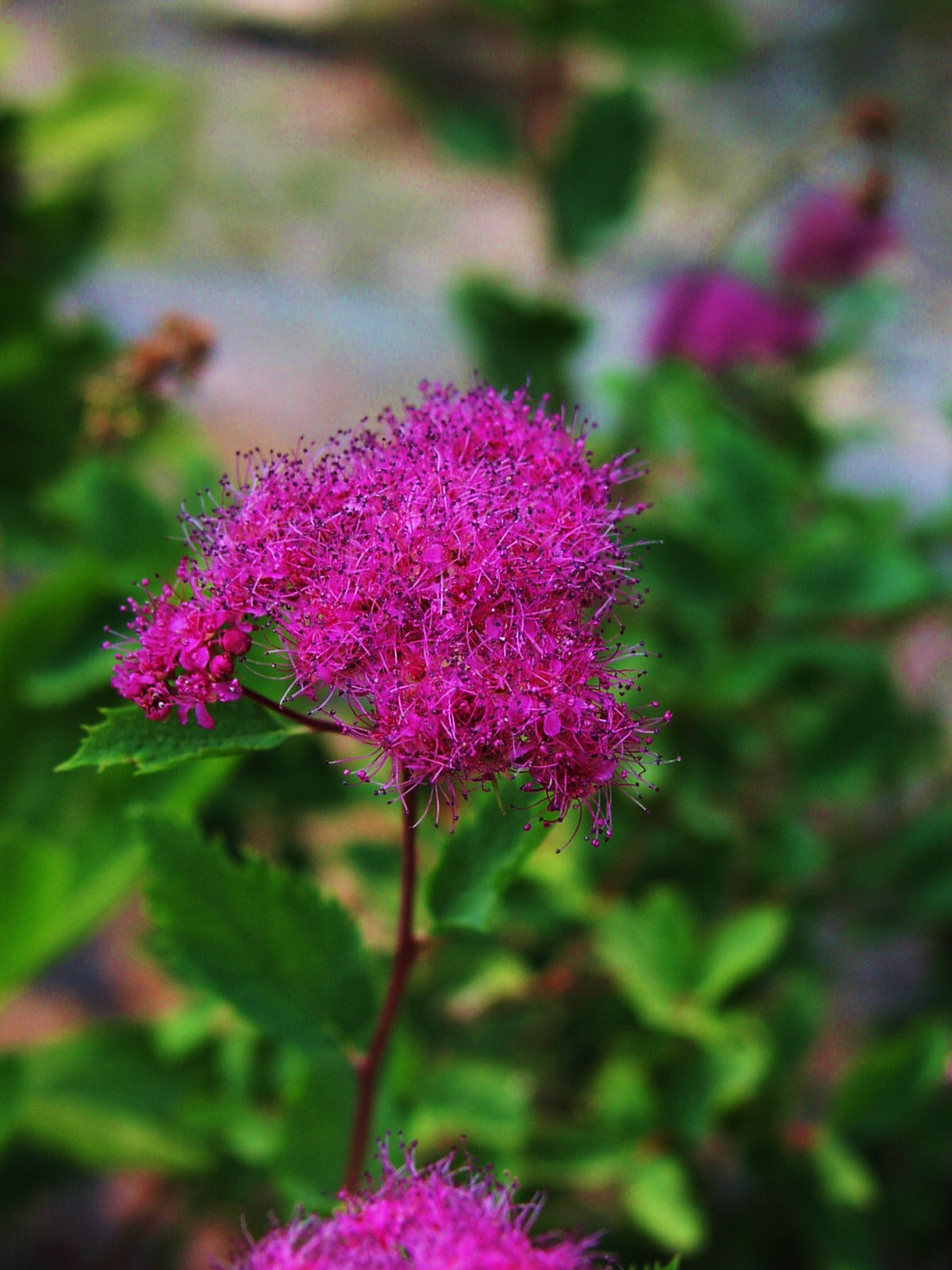
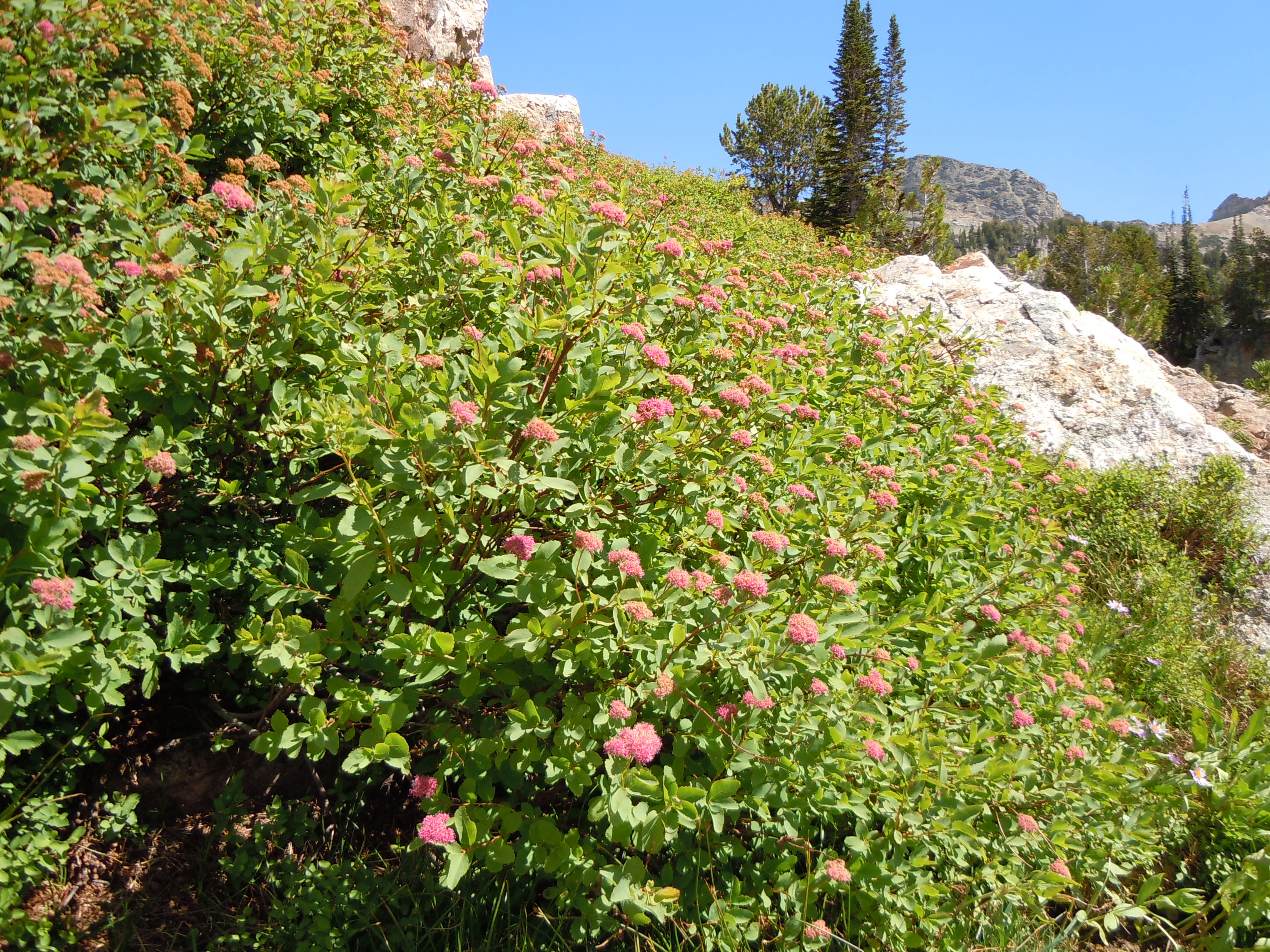
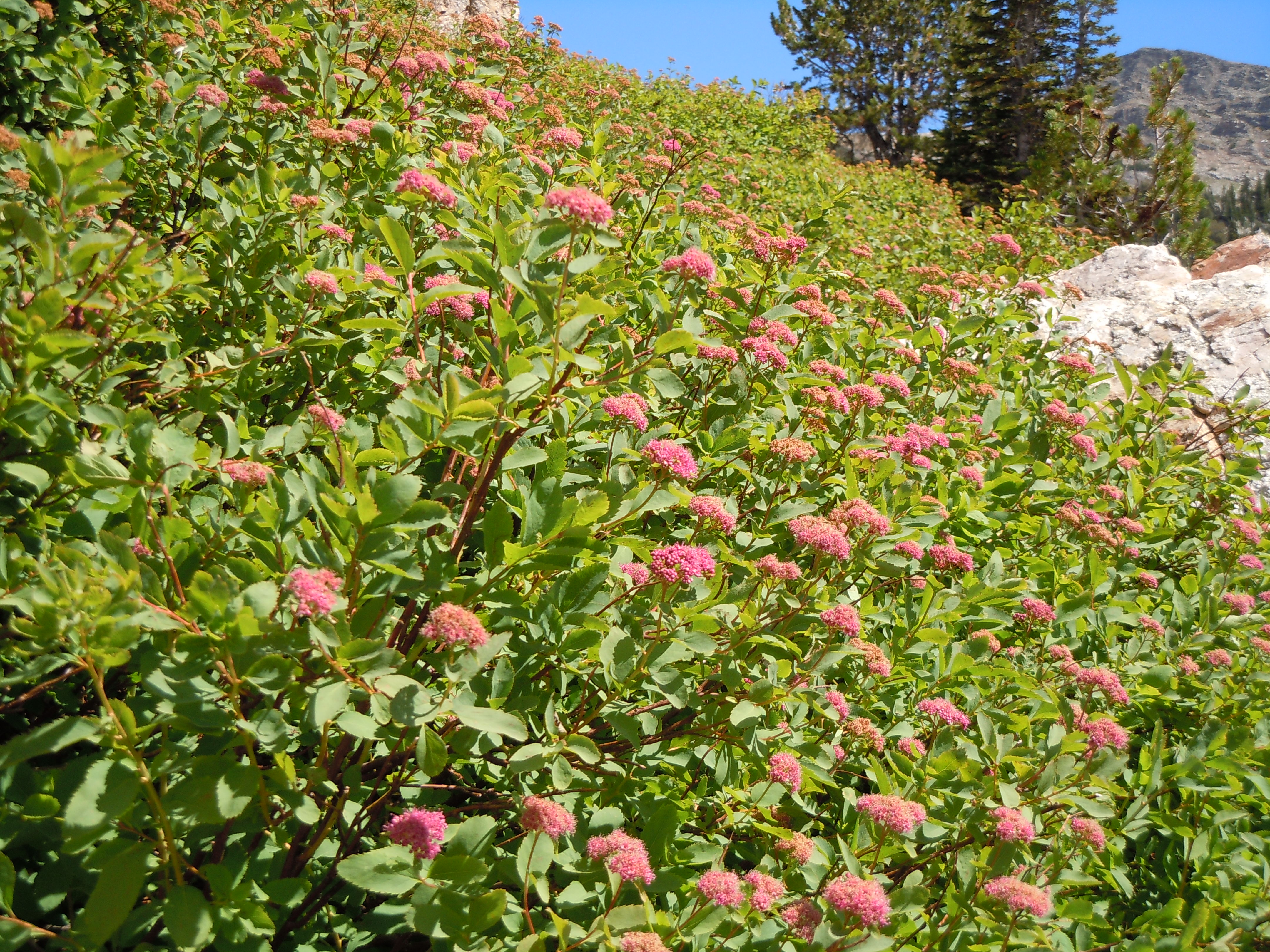